# Задіран Сергій Миколайович
Сергій Миколайович Задіран (нар. 3 червня 1962) — колишній український футбольний арбітр. Представляв місто Дніпропетровськ.

## Біографія
Розпочав арбітраж 1989 року. З 1999 року став обслуговувати матчі Вищої ліги України. Провів 91 матч як головний арбітр матчів Вищої і Прем'єр-ліги, працював на 24-х іграх Кубка України. У Першій і Другій лігах провів 194 матчі.
З 2010 року спостерігач арбітражу всеукраїнських змагань з футболу. Займає посаду заступника директора Центру ліцензування Української асоціації футболу.

## Особисте життя
Має сина Сергія (нар. 1985), який також став футбольним арбітром і обслуговує ігри нижчих дивізіонів..